# Équivalence élémentaire
En mathématiques, et plus spécifiquement en théorie des modèles, on dit que deux structures pour un même langage formel sont élémentairement équivalentes quand elles satisfont les mêmes énoncés (formules closes) de la logique du premier ordre, dit autrement leurs théories (du premier ordre) sont les mêmes.
L'équivalence élémentaire est une notion typiquement logique en ce qu'elle fait intervenir le langage pour définir une relation entre structures. Elle diffère de la notion algébrique d'isomorphisme. Deux structures isomorphes sont élémentairement équivalentes. L'exemple ci-après montre en revanche que la réciproque n'est pas vraie. Le théorème de Fraïssé, revu par Ehrenfeucht, donne une définition purement algébrique de l'équivalence élémentaire en termes d'isomorphismes partiels, extensibles par va-et-vient un nombre fini de fois.

## Exemple
Dans le langage égalitaire dont la signature comporte le seul symbole de relation binaire ≤, la structure (R, ≤) des nombres réels et celle (Q, ≤) des nombres rationnels sont élémentairement équivalentes, la théorie des ordres totaux denses et sans extrémités étant complète.
La dénombrabilité ou la propriété de la borne supérieure, qui permettent de les distinguer, ne peuvent s'exprimer qu'au second ordre.